# 湯日新 (嘉靖進士)
湯日新（1514年—？），字懋昭，號練川，浙江嘉興府秀水縣人，匠籍，明朝政治人物。

## 生平
嘉靖二十五年（1546年）丙午科浙江鄉試第三名舉人。嘉靖二十九年（1550年）中式庚戌科會試第二名，殿试登三甲第二十二名進士。授分宜縣知縣，三十三年五月选授禮科给事中，三十五年五月升户科右，六月升本科左，三十六年四月升兵科都，三十七年五月升南京通政使司右参议，三十九年十月升太僕寺少卿，四十年闰五月升通政使司右通政提督誊黄，四十二年三月闲住。

## 家族
曾祖湯澄；祖父湯宗遠；父湯誥，母何氏。慈侍下。